# Рак бешике
Рак бешике представља абнормалан раст ћелија у мокраћној бешици. Ове ћелије могу да расту и формирају тумор који се на крају шири, оштећујући бешику и друге органе. Најчешће, људи са раком мокраћне бешике дијагностикују се након што примете крв у урину. Особе за које се сумња да имају рак мокраћне бешике обично имају подвргнуто испитивању бешике помоћу танке медицинске камере, поступку који се назива цистоскопија. Сумњиви тумори се уклањају и испитују како би се утврдило да ли су канцерозни. У зависности од тога колико се тумор проширио, рак добија стадијум од 0 до 4. Виши стадијум указује на широко распрострањену и опаснију болест.
Особи чији тумори мокраћне бешике нису проширени изван бешике имају најбоље прогнозе. Ови тумори се обично хируршки уклањају, а пацијенти се лече хемотерапијом или неким од неколико терапија које стимулишу имунолошки систем. Особе чији тумори настављају да расту или су продрли у мишић бешике, често имају потпуно уклоњену бешику (радикална цистектомија). Људи чији су тумори проширени изван бешике имају најгоре прогнозе. У просеку, они преживе годину дана од дијагнозе. Ове особе се лече хемотерапијом и инхибиторима имунолошких проверних тачака, након чега следи терапија енфортумабом ведотином.
Сваке године око 500.000 људи буде дијагностиковано са раком мокраћне бешике, а 200.000 умре од ове болести. Ризик од рака мокраћне бешике расте са годинама, а просечна година дијагнозе је 73. Пушење цигарета је највећи фактор ризика за рак мокраћне бешике и узрокује око половине случајева. Излагање одређеним токсичним хемикалијама или тропској инфекцији мокраћне бешике шистозомијази такође повећава ризик.

## Знаци и симптоми
Најчешћи симптом рака мокраћне бешике је видљива крв у урину (хематурија), иако је мокрење без болова. Ово погађа око 75% људи који на крају буду дијагностиковани са овом болешћу. Неки људи имају „микроскопску хематурију” – мале количине крви у урину које се могу видети само под микроскопом током анализе урина, болове при мокрењу или немају никакве симптоме (њихови тумори се откривају током независног медицинског снимања). Ретко, тумор може блокирати ток урина у бешику. Нагомилани урин може узроковати отицање бубрега, што доводи до болова дуж бока тела, између ребара и кукова. Већина људи који имају крв у урину нема рак мокраћне бешике; до 22% оних са видљивом хематуријом и 5% са микроскопском хематуријом буде дијагностиковано са овом болешћу. Женама са раком мокраћне бешике и хематуријом често се поставља погрешна дијагноза уринарних инфекција, што одлаже адекватну дијагнозу и лечење.
Око 3% људи са раком мокраћне бешике имају туморе који су се већ проширили (метастазирали) ван бешике у тренутку дијагнозе. Рак мокраћне бешике најчешће се шири на кости, плућа, јетру и оближње лимфне чворове. Тумори узрокују различите симптоме у свакој локацији. Људи чији рак је метастазирао на кости најчешће осећају бол у костима или слабост костију, што повећава ризик од прелома. Тумори у плућима могу узроковати упорни кашаљ, изкашљавање крви, недостатак даха или поновљене инфекције плућа. Рак који се проширио на јетру може узроковати општу малаксалост, губитак апетита, губитак тежине, болове или отицање абдомена, жутицу и свраб коже. Проширење на оближње лимфне чворове може изазвати бол и отицање око захваћених лимфних чворова, обично у абдомену или препонима.

## Дијагноза
Особа за коју се сумња да има рак мокраћне бешике подвргава се неколико тестова ради процене присуства и обима било каквих тумора. Златни стандард је цистоскопија, при чему се флексибилна камера убацује кроз уретру и у мокраћну бешику како би се визуелно испитала присутност канцерозног ткива. Цистоскопија је најефикаснија у откривању папиларних тумора (тумора који имају облик прстију и који расту у део бешике који држи урину), мање је ефикасна код малих, ниско лоцираних карцинома на месту. Детекција карцинома на месту побољшава се уз помоћ цистоскопије са плавим светлом, при чему се боја (хексаминолевулинат) која се акумулира у канцерозним ћелијама инјектује у бешику током цистоскопије. Боја флуоресцира када цистоскоп осветли плавим светлом, што омогућава прецизније откривање малих тумора.
Сумњиви тумори се уклањају током цистоскопије у поступку који се назива „трансуретрална ресекција тумора мокраћне бешике”. Сви тумори се уклањају, као и део подлежућег мишића мокраћне бешике. Уклоњено ткиво се испитује од стране патолога да би се утврдило да ли је канцерогено. Ако се тумор уклони непотпуно или се утврди да је посебно високог ризика, поновљена трансуретрална ресекција тумора мокраћне бешике се изводи 4 до 6 недеља касније, како би се открили и уклонили додатни тумори.
Постоје неки неинвазивни тестови који подржавају дијагнозу. Прво, многи пацијенти пролазе кроз физички преглед који може укључивати дигитални ректални преглед и гинеколошки преглед, током којег лекар осећа карличну област ради откривања необичних маса које би могле бити тумори. Тешки тумори мокраћне бешике често избацују ћелије у урину. Те ћелије могу бити детектоване уринском цитологијом, при чему се ћелије сакупљају из узорка урина и посматрају под микроскопом. Цитологија може открити око две трећине тумора високог стадијума, али само 1 од 8 тумора ниског стадијум. Додатни тестови урина могу се користити за детекцију молекула повезаних са раком мокраћне бешике. Неки откривају протеин антигена тумора мокраћне бешике или НМП22 који су често повишени у урину особа са раком мокраћне бешике; неки откривају мРНК гена повезаних са туморима; неки користе флуоресцентну микроскопију за детекцију канцерозних ћелија, што је осетљивије од редовне микроскопије.
Горњи уринарни тракт  такође се снима како би се открили тумори који могу узроковати крв у урину. Ово се обично ради тако што се у крв убризга боја коју бубрези филтрирају у уринарни тракт, а затим се снимају уз помоћ КТ скенера. Особе чији бубрези нису довољно функционални да филтрирају боју, могу бити скениране помоћу магнетне резонанце. Алтернативно, горњи уринарни тракт може бити снимљен помоћу ултразвука.

### Класификација
Тумори мокраћне бешике се класификују према свом изгледу под микроскопом и према типу ћелија из којих потичу. Више од 90% тумора мокраћне бешике настаје из ћелија које формирају унутрашњи слој мокраћне бешике, уротелијалних ћелија или транзиционих ћелија. Тај тумор се класификује као уротелијални рак или рак транзиционих ћелија. Око 5% случајева је рак сквамозних ћелија (из ређих ћелија у слоју мокраћне бешике), који су чешћи у земљама где се јавља шистосзомијаза. До 2% случајева чини аденокарцином (из ћелија жлезда које производе шлајм). Остали случајеви су саркоми (из мишића мокраћне бешике) или рак малих ћелија (из неуроендокриних ћелија), који су релативно ретки.
Патолог такође процењује узорак тумора на основу тога колико се канцерозне ћелије разликују од здравих ћелија. Рак мокраћне бешике се дели на ниски стадијум (сличнији здравим ћелијама) и високи стадијум (мање сличан).

### Инсценација
Случај рака мокраћне бешике се класификује према ТНМ систему. Тумор добија три оцене засноване на проширењу примарног тумора (Т), његовом ширењу на оближње лимфне чворове (Н) и метастазама на удаљене локације (М).
Оцена Т представља стадијум изворног тумора. Тумори који су ограничени на најдубљи слој мокраћне бешике добијају ознаку Tis (за карциноме на месту) или Ta (за све остале). У супротном, они добијају бројчану оцену на основу тога колико су се проширили у везивно ткиво мокраћне бешике (T1), у мишић мокраћне бешике (T2), у околне масно ткиво (T3) или потпуно ван мокраћне бешике (T4). Оцена Н представља ширење на оближње лимфне чворове. Н0 означава да нема ширења. Н1 означава ширење на један оближњи лимфни чвор. Н2 означава ширење на више оближњих лимфних чворова. Н3 означава ширење на удаљеније лимфне чворове изван карлице. Оцена М означава ширење на удаљене органе. M0 означава да тумор није проширио, а M1 означава да јесте. TNM оцене се комбинују да би се одредио стадијум рака на скали од 0 до 4. Виши стадијум значи да је рак више распрострањен и да има лошију прогнозу.
Око 75% случајева је ограничено на мокраћну бешику у тренутку дијагнозе (Оцена Т: Tis, Ta, или T1) и називају се рак мокраћне бешике без инвазије мишића. Око 18% има туморе који су се проширили у мишић мокраћне бешике (T2, T3, или T4) и називају се рак мокраћне бешике са инвазијом мишића. Око 3% има туморе који су се проширили на органе удаљене од мокраћне бешике и називају се метастатски рак мокраћне бешике. Они са више распрострањеним туморима имају лошију прогнозу.
| Стадијум | Т      | Н     | М  | 5-годишње преживљавање |
| -------- | ------ | ----- | -- | ---------------------- |
| 0        | Tis/Ta | Н0    | М0 | 96%                    |
| 1        | Т1     | Н0    | М0 | 90%                    |
| 2        | Т2     | Н0    | М0 | 70%                    |
| 3        | Т3     | Н0    | М0 | 50%                    |
| 3        | Т      | Н1-Н3 | М0 | 36%                    |
| 4        | Т      | Н     | М1 | 5%                     |

## Лечење

### Рак мокраћне бешике без инвазије мишића
Рак мокраћне бешике без инвазије мишића се углавном лечи хируршким уклањањем свих тумора методом TURBT, која се користи и за узимање биопсије ради дијагнозе. За оне са релативно ниским ризиком од поновног појављивања тумора, једна инјекција хемотерапије у мокраћну бешику (митомицин Ц, епирубицин или гемцитабин) смањује ризик од поновног раста тумора за око 40%. За оне са вишим ризиком, лечење се састоји од инјекција бесеже вакцина (жива бактеријска вакцина, традиционално коришћена за туберкулозу) у мокраћну бешику, која се примењује недељно, током шест недеља. Ово практично преполови стопу поновног појављивања тумора. Ризик од поновног појављивања тумора се даље смањује серијом „одржавајућих” бесеже инјекција, које се редовно дају, најмање годину дана. Тумори који не реагују на бесеже могу се лечити алтернативним имуним стимулансима.
Лечење људи чији тумори настављају да расту обухвата хируршко уклањање мокраћне бешике и суседних органа, што се зове радикална цистектомија. У том случају, све се уклања, мокраћна бешика, неколико суседних лимфних чворова, доњи уретери и ободни генитални органи, код мушкараца простата и семиналне везикуле, а код жена материца и део вагиналног зида.
Након овога, хирурзи конструишу нови начин за одвођење урина из тела. Најчешћа метода је илеални канал, где се комад илеума (дела танког црева) уклања и користи за пренос урина из уретера до новог хируршког отвора (стома) на стомаку. Урин пасивно одлази у врећицу која се носи на телу, а пацијент је може редовно испражњавати.
Алтернативно, може се направити континентни уринарни одвод, где се уретери припајају комаду илеума који укључује вентил између танког и дебелог црева. Овај вентил се природно затвара, омогућавајући да се урин задржи у телу, а не у врећици. Пацијент самостално испразни нови резервоар за урин неколико пута дневно уз помоћ самокатетеризације, тако што пролази танак цеви кроз стому.
Неколико пацијената може да има илеум директно прикачен на уретру, омогућавајући им да уринирају кроз уретру као пре операције, али без оригиналних нервних завршетака бешике, они неће имати осећај потребе за уринирањем када се резервоар за урин напуни.
Они који нису довољно здрави или нису спремни да прођу кроз радикалну цистектомију, могу уместо тога имати користи од даљих инјекција хемотерапије у бешику, митомицина Ц, гемцитабина, доцетаксела или валрубицина, или интравенске инјекције пембролизумаба. Око 1 од 5 људи са раком мокраћне бешике без инвазије мишића ће на крају напредовати до рак мокраћне бешике са инвазијом мишића.
Већина људи са миозитичним раком мокраћне бешике лечи се радикалном цистектомијом, што излечи око половине погођених. Лечење хемотерапијом пре операције (које се назива „неоадјувантна терапија“) коришћењем комбинованог лека који садржи цисплатин, побољшава преживљавање за додатних 5 до 10%.
Они са одређеним типовима нижег ризика болести могу уместо тога примити терапију која штеди бешику. Људи са само једним тумором на задњем делу бешике могу проћи делимичну цистектомију, при чему се тумор и околна област уклањају, а бешика се поправља. Они без карцинома на месту или уринарне блокаде могу проћи TURBT како би уклонили видљиве туморе, а затим применити хемотерапију и радиотерапију, што се назива „тримодална терапија“. Око две трећине ових људи је излечено.
Након лечења, тестови надзора. анализе урина и крви, као и магнетна резонантна томографија или компјутеризована томографија, раде се свака три до шест месеци, како би се проверило да ли се тумори поново јављају. Они који су задржали своју бешику такође примају цистоскопије како би проверили додатне туморе у бешици. Ако се рак пронађе у лимфним чворовима уклоњеним током операције или ако постоји висок ризик од поновне појаве, радиотерапија може бити дата после операције. Поновљени тумори у бешици се лече радикалном цистектомијом. Поновљена појава тумора на другим местима третира се као метастатски рак мокраћне бешике.

### Метастатска болест
Рак мокраћне бешике IV стадијума, који је достигао карлични или абдоминални зид, проширио се на удаљене лимфне чворове или друге делове тела, тешко је потпуно уклонити хируршки, а почетно лечење обично укључује хемотерапију.
Стандард лечења за метастатски рак мокраћне бешике из 2022. године је комбинована терапија хемотерапеутским лековима цисплатином и гемцитабином. Просечан пацијент који користи ову комбинацију преживи око годину дана, иако 15% људи постиже ремисију, са преживљавањем које траје више од пет година. Око половине људи са метастатским раком мокраћне бешике је у довољно лошем здрављу да не могу примити цисплатин. Они уместо тога примају сродни лек карбоплатин уз гемцитабин. Просечан пацијент на овом режиму преживи око 9 месеци. Они чија болест одговара на хемотерапију користе имунотерапију са инхибиторима имунолошког чекања, пембролизумабом или атезолизумабом, као дугорочну терапију одржавања. Имунолошки инхибитори чекања такође се често дају онима чији тумори не реагују на хемотерапију, као и онима који су у превише лошем здрављу да приме хемотерапију.
Алтернативне опције лечења могу укључивати:
- Лек имунотерапије пембролизумаб  у комбинацији са антидензивним конјугатом лекова енфортумаб ведотин.[18] Ова комбинација је такође препоручена као терапија првог избора уместо хемотерапије.
- Лек имунотерапије ниволумаб у комбинацији са хемотерапијом.[17]
- Хемотерапија, праћена леком имунотерапије авелумабом.[18]

Рак мокраћне бешике који наставља да расте може се лечити хемотерапијом другог реда. Винфлунин се користи у Европи, док се у Сједињеним Америчким Државама користе паклитаксел, доцетаксел и пеметрексед. Само мањина пацијената који примају ова лечења побољша се.
Ако лекови више не контролишу рак, други третмани могу бити корисни, нпр. палијативна нега која се фокусира на спречавање или олакшавање проблема које рак може изазвати.
Метастатски рак мокраћне бешике ретко се излечује тренутним методама лечења, тако да многи стручњаци препоручују разматрање клиничких испитивања која испитују алтернативне третмане.

### Нежељени ефекти лечења
Радикална цистектомија има и тренутне и дугорочне нежељене ефекте. Често је да се они који се опорављају од операције суочавају са гастроинтестиналним проблемима (29% оних који су прошли радикалну цистектомију), инфекцијама (25%) и другим проблемима са хируршким раном (15%). Око 25% особа које су прошле ову операцију поново буду хоспитализоване у року од 30 дана, а до 2% умиру у року од 30 дана након операције.
Преусмеравање уретера и уринарне диверзије могу изазвати трајне метаболичке проблеме. Део илеума који се користи за преусмеравање протока урина може апсорбовати више јона из урина него што би то радио оригинални мокраћни бешик, што доводи до метаболичке ацидозе (када крв постаје превише кисела), која се може лечити натријум бикарбонатом.
Скраћивање малог црева може резултирати смањеном апсорпцијом витамина Б12, што се може лечити оралним суплементацијама. Проблеми са новим уринарним системом могу довести до задржавања урина, што може оштетити уретере и бубреге, као и повећати ризик од инфекције уринарног тракта.
Чести нежељени ефекти хемотерапије укључују: губитак косе, ране у устима, губитак апетита, дијареју, мучнину и повраћање, преурањену менопаузу, неплодност и оштећење ћелија које формирају крв у коштаној сржи. Већина акутних нежељених ефеката је привремена и пролази када се третман заврши, али неки могу бити дугорочни или трајни. Дугорочни нежељени ефекти хемотерапије укључују промене у менструалном циклусу, неуропатију и нефротоксичност.
Нежељени ефекти инхибитора контролних тачака (имунска терапија) обично укључују бол на месту инјекције, осетљивост, свраб или осип. Могу се појавити и додатни симптоми слични грипу, као што су грозница, слабост, вртоглавица, мучнина или повраћање, главобоља, умор или промене крвног притиска. Озбиљнији нежељени ефекти могу укључивати палпитације срца, дијареју, инфекције и упалу органа. Неки људи могу имати алергијске реакције или проблемима са дисањем. Автоимунске реакције су могуће јер контролни инхибитори функционишу тако што мењају или уклањају заштиту имуног система, што може довести до озбиљних или чак животно опасних проблема.
Нежељени ефекти антитела која су повезана са лековима често укључују дијареју и проблеме са јетром. Други нежељени ефекти могу укључивати проблеме са згрушавањем крви и зарастањем рана, висок крвни притисак, умор, ране у устима, промене на ногтима, губитак боје косе, осип на кожи или суву кожу. Веома ретко може доћи до настанка рупе кроз зид једњака, стомака, малог црева, дебелог црева, ректума или жучне кесе.
Акутни нежељени ефекти радиотерапије углавном утичу на гастроинтестинални систем, као што су дијареја и опстипација, као и на уринарни тракт, а могу изазвати и цервицитис. Уобичајени касни ефекти укључују: преурањени оваријални неуспех, телангиектазије и касније крварење и прогресивну миелопатију. Касни ефекти карличне радиотерапије укључују аваскуларну некрозу(8-20%), вагиналну стенозу (>2,5%) и хроничну карличну болест радиотерапије (1-10%), као што је лумбосакрална плексопатија. Радијација такође изазива секундарне малигне болести као што су леукемија, лимфом, саркоми костију и меког ткива, са стопом појаве између 0,2-1,0% годишње.

## Узроци
Рак бешике настаје услед промена у ДНК ћелијама бешике, што резултира неконтролисаним растићем тих ћелија. Ове промене могу бити случајне или изазване излагањем токсичним супстанцама као што су оне које настају конзумирањем дувана. Генетска оштећења се акумулирају током многих година, што на крају нарушава нормално функционисање ћелија бешике и доводи до неконтролисаног раста у групу ћелија која се назива тумор. Ћелије рака акумулирају додатне промене у ДНК док се умножавају, што може омогућити тумору да избегне имунолошки систем, одупре се редовним путевима смрти ћелија и на крају се шири на удаљена места у телу. Нови тумори који се формирају у разним органима оштећују те органе, на крају доводећи до смрти оболеле особе.

### Пушење
Пушење дувана је главни фактор ризика за рак бешике. Процењује се да око половине случајева рака бешике проузрокује пушење. Дувански дим садржи канцерогене молекуле који улазе у крв и филтрирају се кроз бубреге у урину. Тамо могу узроковати оштећење ДНК ћелија бешике, што на крају доводи до рака. Ризик од рака бешике повећава се како са бројем цигарета које се пуше дневно, тако и са трајањем навике пушења. Људи који пуше такође имају већи ризик од неуспеха лечења, метастаза и смрти. Ризик од развоја рака бешике опада код оних који престану да пуше, смањујући се за 30% након пет година апстиненције од пушења. Међутим, ризик ће и даље бити већи него код оних који никада нису пушили. Пошто развој рака бешике траје много година, још увек се не зна да ли употреба електронских цигарета носи исти ризик као и пушење дувана. Међутим, они који користе електронске цигарете имају веће нивое неких уринарних канцерогена него они који их не користе.

### Професионална изложеност
До 10% случајева рака бешике изазвани су радном изложеношћу токсичним хемикалијама. Изложеност одређеним ароматичним аминима, као што су бензидин, бета-нафтиламин и орто-тулидин, који се користе у индустрији обраде метала и боје, може повећати ризик од рака бешике код радника у металургији, произвођача боја, молера, штампача, фризера и радника у текстилној индустрији. Међународна агенција за истраживање рака додатно класификује обраду гуме, производњу алуминијума и ватрогасце као занимања која повећавају ризик од развоја рака бешике. Изложеност арсену, било кроз радну изложеност или кроз воду за пиће у подручјима где арсен природно контаминира подземне воде, такође је често повезана са ризиком од рака бешике.

### Медицинска стања
Хроничне инфекције бешике могу повећати ризик од развоја рака бешике. Најистакнутији је шистозомијаза, у којој јаја пљоснатог црва Schistosoma haematobium могу да се заглаве у зиду бешике, изазивајући хроничну упалу бешике и поновљене инфекције бешике. У подручјима са ендемском шистозомијазом, до 16% случајева рака бешике је изазвано претходном инфекцијом Schistosoma. Црви се могу уклонити третманом празиквантелом, што смањује случајеве рака бешике у подручјима где је шистозомијаза ендемска. Слично, они који имају дугорочне катетере су под ризиком од поновљених инфекција мокраћног тракта и имају повећан ризик од развоја рака бешике.
Неки медицински третмани су такође познати по повећању ризика од рака бешике. Чак 16% оних који су лечени хемотерапеутским леком циклофосфамидом развиће рак бешике у року од 15 година од третмана. Слично, они који су лечени карличном радиотерапијом (обично због рака простате или грлића материце) су под повећаним ризиком од развоја рака бешике пет до 15 година након третмана. Дуготрајна употреба лекова пиоглитазона за лечење дијабетеса типа 2 може повећати ризик од рака бешике.

### Генетика
Рак бешике обично не има породичну историју. Само 4% оних који су дијагностиковани са раком бешике имају родитеља или брата/сестру са овом болешћу, што може указивати на наслеђени генетски синдром повезан са раком бешике, као што су:
- Мутације RB1 гена, који је повезан са 95% случајева ретинобластома, али такође и са раком бешике.
- Ковденова болест, која је узрокована мутацијама PTEN гена. Људи са овим синдромом имају повећан ризик од развоја неколико врста рака, укључујући рак бешике.
- Линчев синдром, који је узрокован мутацијама гена за поправку ДНК (MLH1, MSH2, MSH6 или PMS2). Особе са овим синдромом имају повећан ризик од развоја неколико врста рака, укључујући рак бешике и уринарног тракта.
- Велике популационе студије су идентификовале додатне генетске варијанте које свако мало повећавају ризик од рака бешике. Већина ових варијанти односи се на гене који су укључени у метаболизам канцерогена (NAT2, GSTM1, и UGT1A6), контролу раста ћелија (TP63, CCNE1, MYC, и FGFR3), или поправку оштећења ДНК (NBN, XRCC1 и XRCC3, и ERCC2, 4 и 5).

### Дијета и начин живота
Неколико студија је испитало утицај животних фактора на ризик од развоја рака бешике. Студија из 2018. године коју је објавила Светска фондација за истраживање рака и Амерички институт за истраживање рака закључио је да постоје „ограничени, сугестивни докази” који указују на то да конзумација чаја и исхрана богата воћем и поврћем смањују ризик од развоја рака бешике. Такође су разматрали доступне податке о вежбању, телесној маси и потрошњи млечних производа, црвеног меса, рибе, житарица, махунарки, јаја, масти, безалкохолних пића, алкохола, сокова, кофеина, заслађивача и разних витамина и минерала. За сваку од ових категорија нису нашли довољно података који би повезали животни фактор са ризиком од рака бешике. Друге студије су показале да постоји благо повећан ризик од развоја рака бешике код људи који су гојазни, као и благо смањење ризика код оних који се баве високим нивоима физичке активности.

## Патофизиологија
Тумори бешике обично настају из уротелија, слоја ћелија који обухвата део бешике који складишти урин. Делови уротелија могу накупљати мутације ДНК током година, чинећи та подручја вероватнијим за настанак тумора. Овај ефекат, који се назива „канцеризација пољем”, може омогућити настанак неколико тумора у истом подручју или поновно појављивање тумора у истом подручју након што је први тумор уклоњен. Поред тога, ћелија која постане канцерозна може расти и дати неколико тумора, а оближњи и рецидивни тумори често су моноклонални (пореклом од исте канцерозне ћелије).
Упркос томе што потичу из истог ткива, неинвазивни карцином мокраћне бешике и инвазивни карцином мокраћне бешике развијају се путем различитих механизама и носе различите генетске мутације. Већина неинвазивних карцинома почињу као тумори ниског стадијум који имају папиларну (прстенасту) структуру, која се пројектује у бешику. Мутације у путевима раста ћелија су честе. Најчешће мутације активирају FGFR3 (присутан у до 80% неинвазивних тумора). Мутације које активирају пут раста PI3K/AKT/mTOR такође су често присутне, укључујући мутације у PIK3CA (у око 30% тумора) и ERBB2/ERBB3 (до 15% тумора), као и губитак TSC1 (50% тумора). Главни регулатори хроматина (који утичу на експресију различитих гена) су неактивирани у преко 65% неинвазивних тумора.
Инвазивни карцином мокраћне бешике често почињу као нискостадијумни, равни и високо агресивни тумори који брзо шире ван бешике. Ови тумори имају већи број генетских мутација и хромозомских абнормалности у односу на већину других канцера, са мутацијама које су чешће него у било којем канцеру, осим рака плућа и меланома. Мутације које инактивирају гене за супресију тумора, као што су TP53 и RB, често се јављају, као и мутације у CDH1 (који је укључен у метастазу) и VEGFR2 (који је укључен у раст ћелија и метастазу).
Неки генетски абнормалности су заједничке за неинвазивне и инвазивне туморе. Око половине свих тумора изгуби целокупан или део хромозома 9, који садржи неколико регулатора гена за супресију тумора. До 80% тумора имају мутације у гену TERT, који продужава теломере ћелија и омогућава продужену репликацију.

## Прогноза
Прогноза рака мокраћне бешике варира у зависности од степена распрострањености рака у тренутку дијагнозе. За особе код којих су тумори ограничени на најдубљи слој бешике (стадијум 0), 96% пацијената је живо пет година након дијагнозе. За оне чији су тумори метастазирали на оближње лимфне чворове (стадијум 3), прогноза је лошија. 36% њих ће преживети најмање пет година од дијагнозе. Особе са метастатским раком мокраћне бешике (стадијум 4) имају најгору прогнозу, са само 5% живих пет година након дијагнозе.

## Епидемиологија
Сваке године око 500.000 људи буде дијагностиковано са раком мокраћне бешике, а 200.000 људи умре од ове болести. Ово чини рак мокраћне бешике десетим најчешће дијагностикованим раком и тринаестим најчешћим узроком смрти од рака. Рак мокраћне бешике је најчешћи у богатим регионима света, где је излагање одређеним канцерогенима највеће. Такође је честа у местима где је инфекција шистозом уобичајена, као што је Северна Африка.
Рак мокраћне бешике је много чешћи код мушкараца него код жена. Око 1,1% мушкараца и 0,27% жена развије рак мокраћне бешике. Ово чини рак мокраћне бешике шести најчешћи рак код мушкараца и седминаести код жена. Када жене буду дијагностиковане са раком мокраћне бешике, обично имају напреднију болест и самим тим лошију прогнозу. Ова разлика у исходима приписује се различитим факторима као што су разлике у излагању канцерогенима, генетици, социјалним факторима и квалитету неге.
Као и већина, рак мокраћне бешике је чешћи код старијих људи. Просечна особа са раком мокраћне бешике дијагностикована је у узрасту од 73 године. 80% људи са дијагнозом рака мокраћне бешике има више од 65 година, а 20% има више од 85 година.

## Ветеринарска медицина
Рак мокраћне бешике је релативно редак код домаћих паса и мачака. Код паса, око 1% дијагностикованих ракова представља рак мокраћне бешике. Шетландски овчари, бигли и разни теријери су у већем ризику у односу на друге расе. Симптоми рака мокраћне бешике, крв у урину, често мокрење или проблеми са мокрењем, уобичајени су и за друга стања уринарног тракта код паса, те се дијагноза често одлаже. Уринарни тестови могу помоћи у дијагнози. Тестирају се на протеин антиген рака мокраћне бешике (који је повишен у случају рака мокраћне бешике) или мутације у БРАФ гену (присутне у око 80% паса са раком мокраћне бешике или простате). Пси са потврђеним раком се лече инхибиторима COX-2, као што су пироксикам, деракоксиб и мелоксикам. Ови лекови успоравају напредовање болести у око 50% паса, смањују туморе у око 12% и елиминишу туморе у око 6%. Инхибитори се често комбинују са хемотерапијским лековима, најчешће митоксантроном, винбластином или хлорамбуцилом. Рак мокраћне бешике је много ређи код мачака него код паса. Лечење је слично оном код паса, при чему се обично користе хемотерапија и инхибитори.